# Nassauer Haus

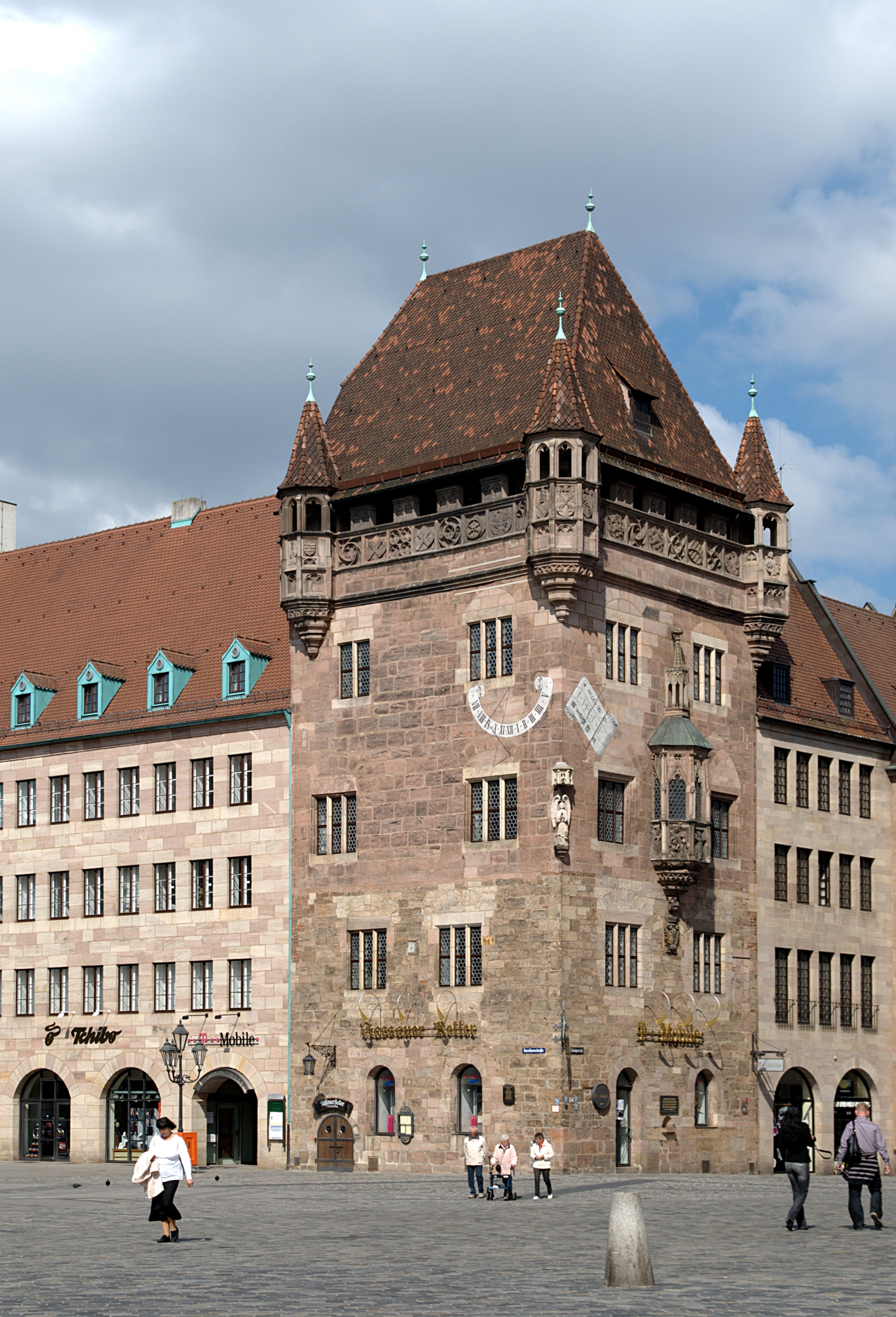
Nassauer Haus, 2010

Das Nassauer Haus oder Schlüsselfeldersche Stiftungshaus in Nürnberg ist ein mittelalterlicher Wohnturm aus sogenanntem roten Burgsandstein. Zwar ursprünglich in romanischem Stil erbaut, kennzeichnen das Haus nach einigen Umbauten bis heute gotische Stilelemente. Es handelt sich um den letzten noch existierenden Wohnturm in Nürnberg.
Der Turm steht in der Lorenzer Altstadt, gegenüber der Lorenzkirche, in der Karolinenstraße 2.

## Geschichte
Die Bezeichnung „Nassauer Haus“ ist der erst seit dem 19. Jahrhundert gebräuchliche Name für das Eckhaus und beruht auf einem irrtümlichen Bezug zum deutschen König Adolf von Nassau († 1298). Bis dahin wurde der Bau (seit dem frühen 18. Jahrhundert) als Schlüsselfelderisches Stiftungshaus bezeichnet. Nachfahren des Königs aus dem gräflichen Hause Nassau hatten allerdings im 15. Jahrhundert Besitz weiter nördlich der Lorenzkirche.
Die Bauweise für wehrhafte Turmhäuser bzw. Wohntürme kam im 13. Jahrhundert aus oberitalienischen Städten in die mit ihnen Handel treibenden deutschen Reichsstädte. „Geschlechtertürme“ waren in den (eher schwach befestigten) Handelszentren weit verbreitet, um Handelsgut vor Überfällen zu schützen, ferner auch als Statussymbole von Adelsfamilien, die in die Städte gezogen waren. In Regensburg sind noch mehrere Geschlechtertürme nach italienischem Vorbild erhalten. Um 1430 sollen auch in Nürnberg etwa 65 existiert haben, von denen das Nassauer Haus der einzige erhaltene ist.
Der Keller (mit einem unregelmäßigen Kreuzrippengewölbe) und die beiden unteren Geschosse werden in das 13. Jahrhundert datiert. Etwa im 16. Jahrhundert wurde das Gewölbe des Kellers wie auch das des Erdgeschosses erhöht. Der hallenartige Keller wird heute als Wirtshaus genutzt. Die beiden oberen Geschosse, welche sich durch regelmäßiges Quadermauerwerk rötlicherer Tönung deutlich von der kleinteilig strukturierten Mauerweise der unteren Stockwerke unterscheiden, gehören dem 15. Jahrhundert an. Der ursprüngliche Turm dürfte sich freistehend über die niedrigen Holzhäuser der Umgebung erhoben und könnte auch einen Holz- oder Fachwerkaufsatz in der Art des Amorbacher Templerhauses getragen haben. Mindestens das vorletzte Stockwerk ist einem Umbau um 1422 durch den damaligen Besitzer Jobst Haug zuzuschreiben. Das oberste Geschoss mit seinem Wappenfries und den drei spitzhelmigen Ecktürmen hat Ulrich Ortlieb, dem auch das Chörlein zu verdanken ist, um 1433 in die bestehende Form gebracht. Dem Turm ist ein pyramidenförmiges Walmdach aufgesetzt.
Zum „Wehrturm“ wurde der Wohnturm wohl erst für romantische Betrachter des 19. Jahrhunderts, die vielleicht ein einheitliches Bauwerk in ihm gesehen haben, wobei der schmückende Zinnenkranz, der Wappenfries und die königliche Zuschreibung ein Übriges zu dieser Einschätzung beigetragen haben mögen. Die wichtigste äußerliche Veränderung stellt der 1836 vorgenommene Einbau der Rundbogenöffnungen im Erdgeschoss dar; eine davon wurde um 1900 zur Tür vergrößert. In der Frühzeit dürften die Steingeschosse des Turms zeitüblich nur über Schlitzfenster oder Schießscharten und einen Hocheingang verfügt haben.

## Besitzer

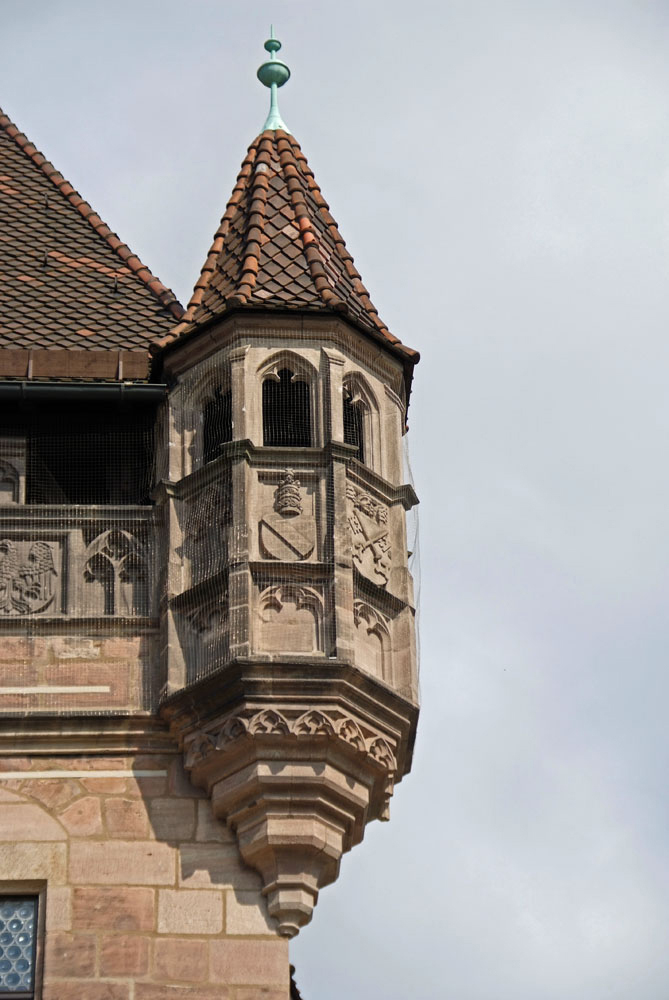
Ecktürmchen des Nassauer Hauses

Über die ursprünglichen Besitzer des Gebäudes in der Zeit, als die Burggrafen noch die Stadt regierten, ist nichts bekannt. Der Turm gehörte ab dem 14. Jahrhundert stets Familien des Nürnberger Patriziats. 1363 soll Hertel Volkmar (der Stammvater der Volckamer), der um 1337 aus Neumarkt nach Nürnberg gezogen war, den Turm erworben haben; auch Peter Stromer (1310–1388) soll darin gewohnt haben und um 1422 dann Jobst Haug; 1426 besaßen ihn die Brüder Erasmus und Heinrich Schürstab. Von 1427 bis 1450 war er im Besitz der Patrizierfamilie Ortlieb. 1431 liehen diese dem König Sigismund 1500 Gulden, wofür er ihnen seine Krone zum Pfand gab. Wohl aus diesem Anlass ließen die Ortlieb die Steinbalustrade ihres Wohnturms mit dem Wappen des Kaisers, des Papstes, der sieben Kurfürsten und der Reichsstadt Nürnberg schmücken.
Anschließend kam der Wohnturm 1450–1581 an die Haller von Hallerstein, um 1556 soll Willibald Imhoff das Haus bewohnt haben. 1581 erwarben die Schlüsselfelder von Kirchensittenbach den Turm und machten ihn zu ihrem Nürnberger Stammsitz. Unter dem gotischen Chörlein befindet sich ihr Wappen auf einer spätbarocken Sandsteintafel. Nach deren Aussterben im Jahr 1709 ging das Gebäude in den bis heute bestehenden Besitz der testamentarisch festgelegten Schlüsselfelderschen Familienstiftung über, in Form einer Vorschickung, einer besonderen und traditionellen Rechtsform des Nürnberger Erbschafts- und Stiftungsrechts. Diese wird im Wechsel von den Familien Kreß und Volckamer administriert. Zum Stiftungsbesitz gehören weitere Grundstücke hinter der Lorenzkirche sowie das Schloss Kugelhammer.

## Wappenfries

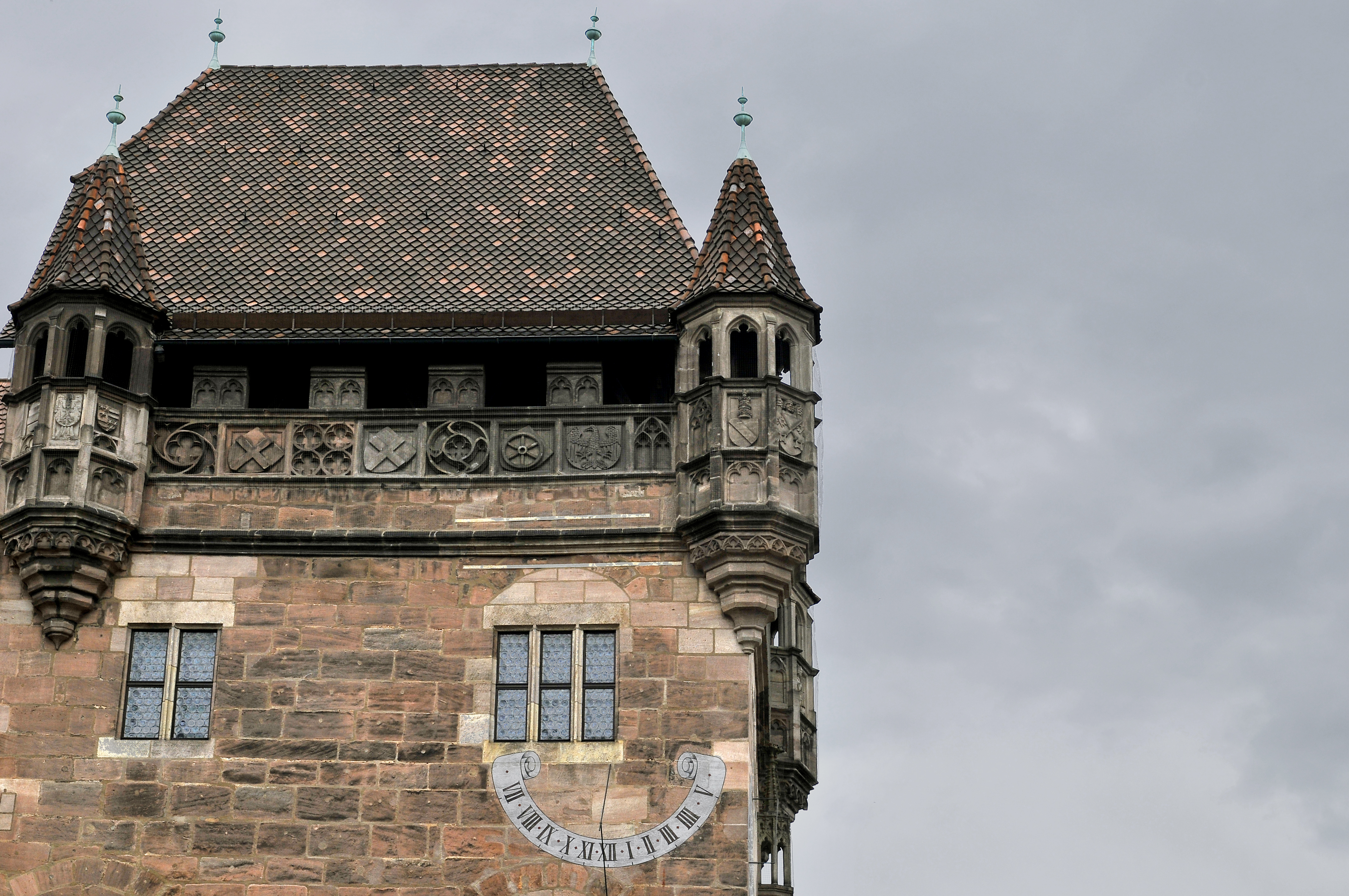

Dem neuesten Kenntnisstand entsprechend sind die folgenden Wappen am Haus angebracht (vom südwestlichen Erker beginnend): Erzherzogtum Österreich, das große Stadtwappen von Nürnberg, Grafschaft Cilli, Kurtrier, Kurköln, Kurmainz, Römischer König, Papst Eugen IV., Heiliger Stuhl, Stadt Rom, Römischer Kaiser, Kurböhmen, Kurpfalz, Kursachsen, Kurbrandenburg, St. Lorenz, das kleine Stadtwappen Nürnbergs, das Wappen der Ortlieb. Das Nassauer Haus besitzt mit seinem Wappenschmuck das früheste Beispiel für die beiden Stadtwappen, wie gleichfalls für das Nebeneinander von König- und (doppelköpfigem) Kaiseradler.

## Kriegseinwirkungen
Durch amerikanische Bombenangriffe von 1945 wurde der Turm schwer getroffen, das Dach und das oberste Geschoss mit zwei der drei Türmchen wurden weitgehend zerstört (das linke Türmchen ist original erhalten), die oberen Geschosse brannten aus. Der Wiederaufbau erfolgte in den Jahren 1950 bis 1954. Das Gebäude wurde durch Rudo Göschel im Auftrag der Schlüsselfelderschen Familienstiftung, die bis heute Eigentümerin ist, wiederhergestellt. Auch der Wappenfries wurde in weiten Teilen erneuert, Bruchstücke der Originalteile befinden sich noch im Turm.
Im zweiten Obergeschoss befindet sich heute ein Festsaal mit Rokoko-Stuckdecke, welche ursprünglich aus dem Ebracher Hof in der Adlerstraße stammt, der 1901 abgebrochen wurde. Sie kam dann zunächst in die alte Bibliothek des Germanischen Nationalmuseums, die später wegen Straßenbaumaßnahmen ebenfalls abgerissen wurde. 1976 kam die Decke dann ins Nassauer Haus.

## Historische Abbildungen

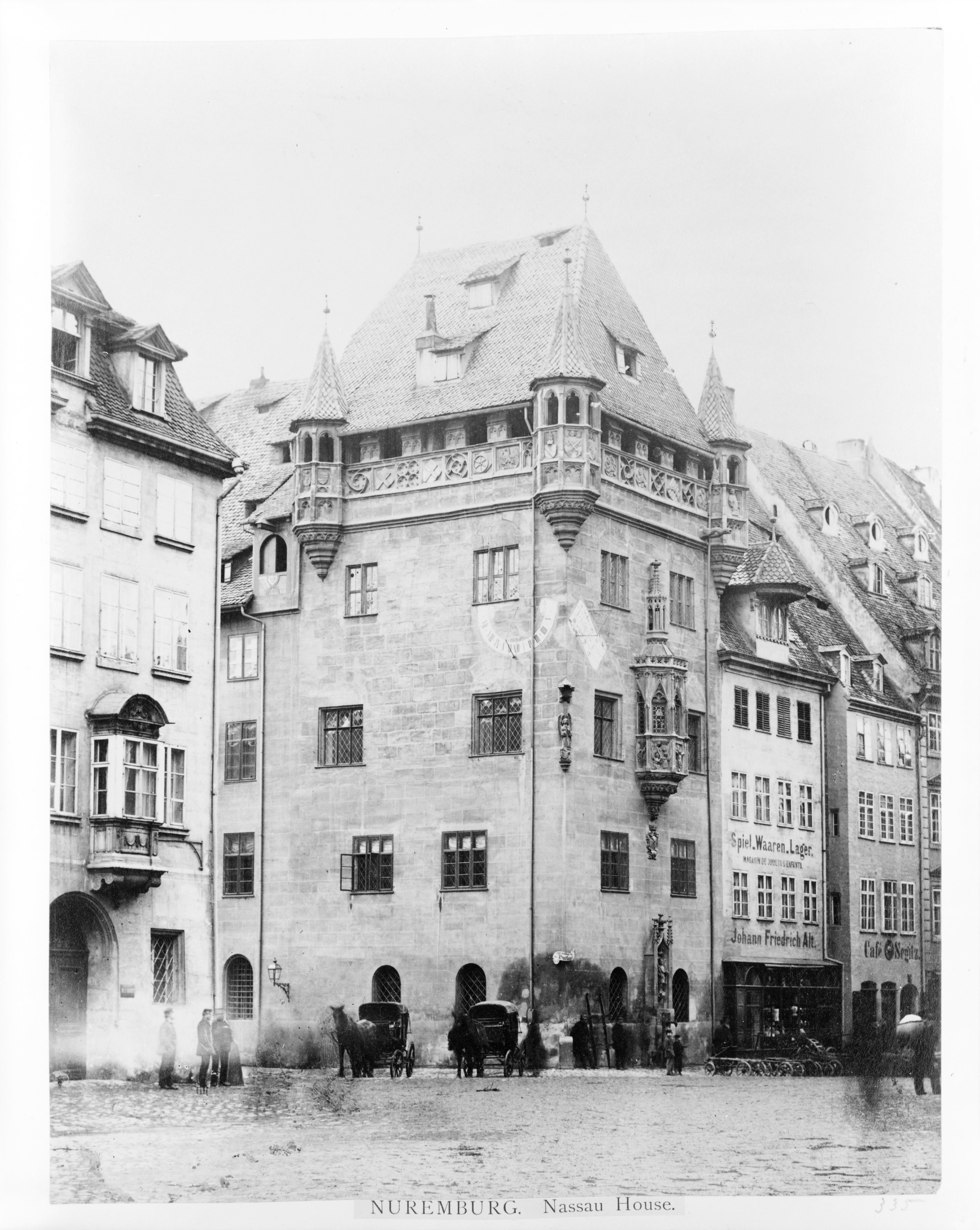
Fotografie, 1860–1886
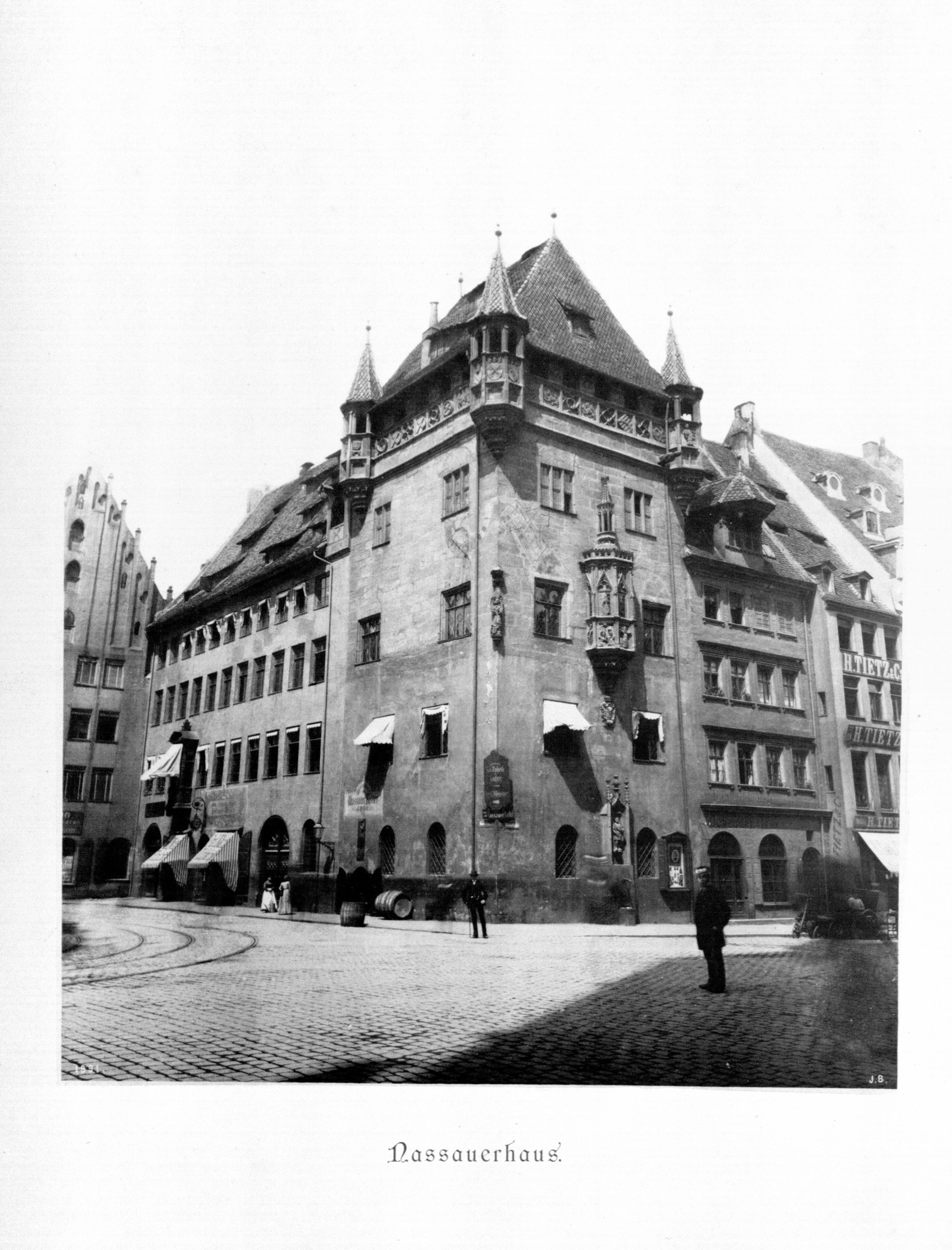
Fotografie, 1891
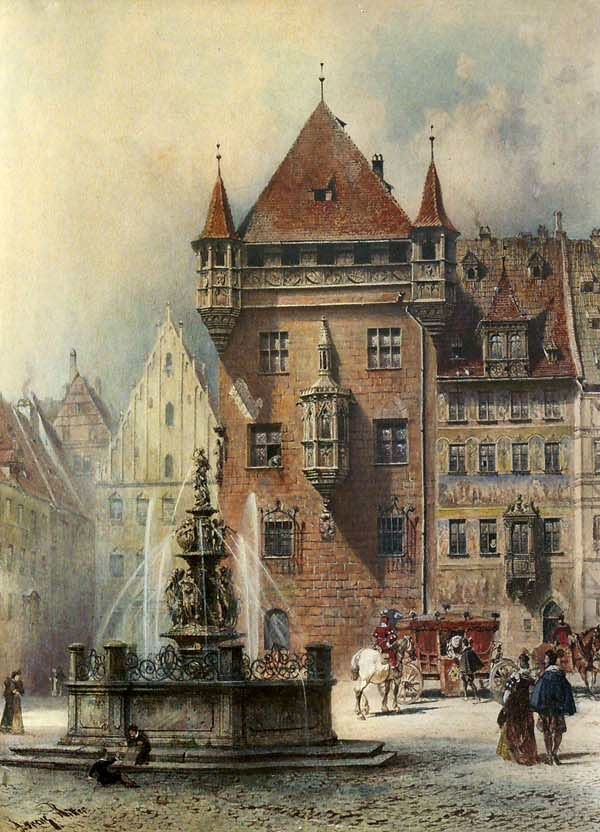
Aquarell von Lorenz Ritter, um 1900
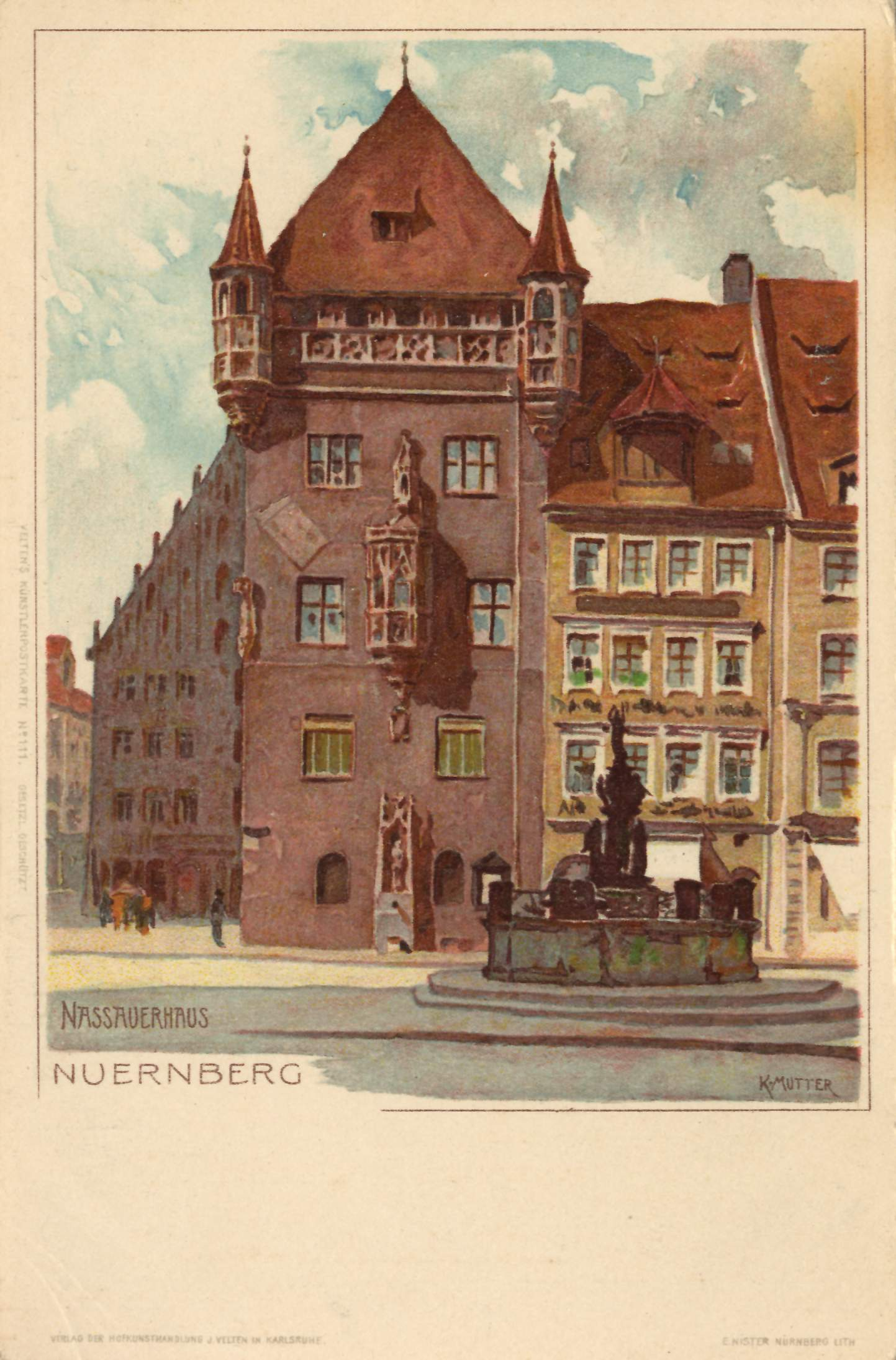
Postkarte, um 1900
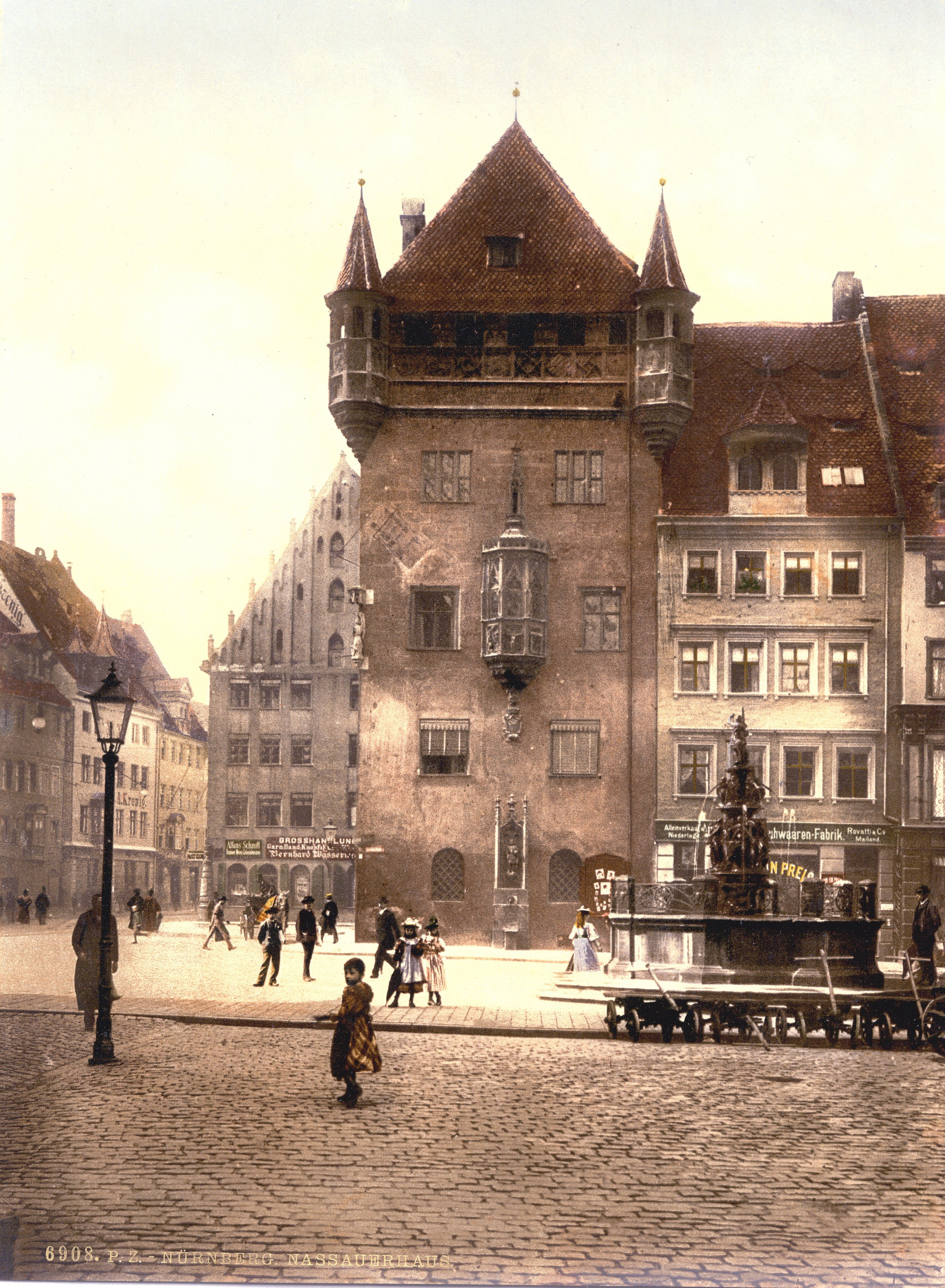
Photochromdruck, um 1900
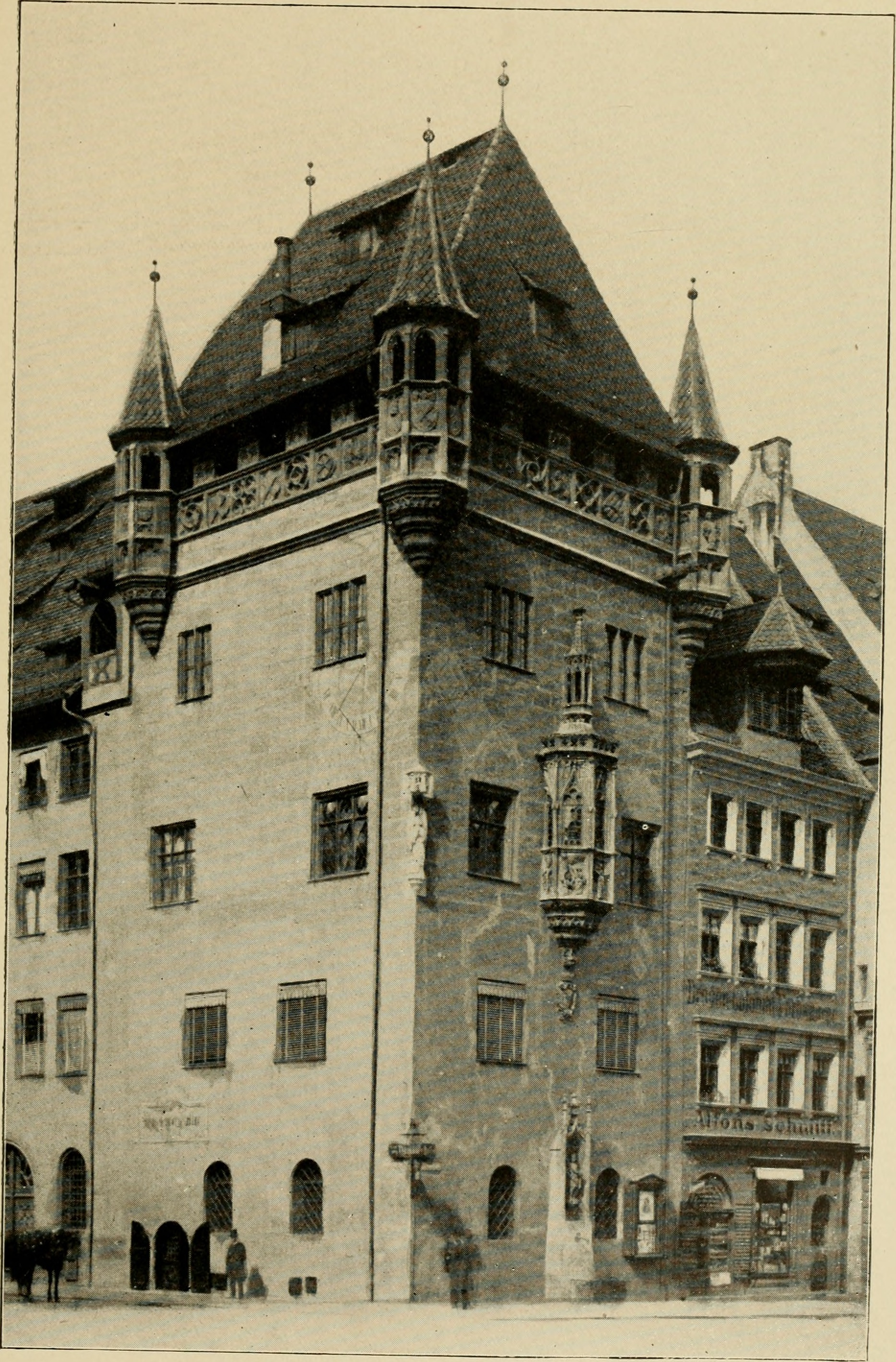
1907